# 追求权利
追求權利（英語：Desire the Right）是福克兰群岛的格言。“追求”一词来自「渴望號」（两词的英文同为“Desire”），即航海家約翰·戴維斯在1592年發現福克蘭群島時所乘搭的船
该格言被用作一个主张与阿根廷和解的政党的名称——追求权力党，该党在1989年大选中推出了三名候选人，但没有人当选。